# Perisphincter tooloomi
Perisphincter tooloomi är en stekelart som beskrevs av Ian D. Gauld 1976. Perisphincter tooloomi ingår i släktet Perisphincter och familjen brokparasitsteklar. Inga underarter finns listade i Catalogue of Life.